# Blow (Foetus)
Blow è un disco di Foetus, contenente remix pubblicato, negli Stati Uniti nel 2001 dalla Thirsty Ear.  L'etichetta europea nois-o-lution lo ristampò su vinile nel novembre dello stesso anno. I remix contenuti nel disco sono tratti dalle canzoni dell'album Flow.

## Tracce
1. "Cirrhosis of the Heart (Amon Tobin Mix)" – 6:35
2. "The Need Machine (Franz Treichler Mix)" – 5:49
3. "Victim or Victor (Jay Wasco Mix)" – 3:58
4. "Mandelay (Phylr Mix)" – 4:59
5. "Quick Fix (Charlie Clouser Mix)" – 5:28
6. "Kreibabe (Pan Sonic Mix)" – 4:19
7. "Shun (Kid606 Mix)" – 4:08
8. "Suspect (DJ Food "Feed Em Their Rights" Mix)" – 6:02
9. "Grace Of God (Kidney Thieves/Sean Beavan Mix)" – 4:25
10. "Heuldoch 7B (Panacea Mix)" – 3:48
11. "Someone Who Cares (Ursula 1000 "Sheracer" Mix)" – 4:16
12. "The Need Machine (J. G. Thirlwell Mix)" – 7:28